# 岸本幸子
岸本 幸子（きしもと さちこ、1936年4月25日 - ）は、日本の陸上競技選手である。
1964年東京オリンピックで女子走幅跳に出場した。 
1962年アジア競技大会（インドネシア・ジャカルタ）に出場し、走幅跳で金メダルを獲得した。

## 参照資料
1. ↑  “Sachiko Kishimoto Olympic Results”.  Sports Reference LLC. 2020年4月17日時点のオリジナルよりアーカイブ。2017年12月16日閲覧。
2. ↑  “Asian Games”.   gbrathletics. 2024年2月27日閲覧。